# Li Jinzhe
Li Jinzhe (né le 1er septembre 1989 à Pékin) est un athlète chinois, spécialiste du saut en longueur.

## Biographie
Il se rèvèle en 2007 en se classant deuxième des Chinese City Games, compétition mettant aux prises les meilleurs athlètes juniors de Chine, s'inclinant face à son compatriote Su Xiongfeng. Médaillé de bronze des championnats d’Asie juniors en 2008, il franchit dès l'année suivante pour la première fois la limite des huit mètres avec 8,08 m. Sélectionné pour les Championnats du monde de Berlin, le Chinois est éliminé dès les qualifications malgré un bond au-delà des 8 mètres (8,01 m). 
Son premier succès international majeur intervient en fin de saison 2009 à l’occasion des Championnats d’Asie, à Canton, où Li Jinzhe s’adjuge le titre continental avec 8,16 m, devant le Saoudien Hussein Al-Sabee et l’autre Chinois Yu Zhenwei. Il s’impose par la suite à Hong Kong lors des Jeux d'Asie de l'Est avec la marque de 7,85 m. En 2010, à Eugene, Li Jinzhe se classe troisième de la Prefontaine Classic, cinquième étape de la Ligue de diamant, avec un saut à 8,29 m, performance cependant non homologuée en raison d'un vent supérieur à la limite autorisée (3,5 m/s). Sélectionné dans l’équipe d’Asie lors de la première édition de la Coupe continentale, à Split, il se classe quatrième de l’épreuve du saut en longueur avec 7,93 m. 
Cinquième des Championnats d'Asie 2011 (7,79 m), il remporte le titre indoor en 2012 (7,98 m). Fin avril, à Wuhan, il porte son record personnel en plein air à 8,25 m (+1,1 m/s). Il participe aux Jeux olympiques de Londres, en août 2012, mais ne parvient pas à franchir le cap des qualifications (7,77 m).
En mai 2013, Li Jinzhe remporte le meeting Diamond League du Shanghai Golden Grand Prix avec un saut à 8,34 m (+1,1 m/s) en devançant notamment les trois derniers champions olympiques de la longueur, Dwight Phillips, Irving Saladino et Greg Rutherford, mais également Mitchell Watt et Aleksandr Menkov. Il améliore de neuf centimètres son record personnel et réalise la meilleure performance mondiale de l'année. Quelques jours plus tard, il remporte le meeting de Pékin comptant pour l'IAAF World Challenge, avec un saut à 8,31 m (+0,1 m/s).
En mars 2014, le Chinois remporte sa première médaille mondiale à l'occasion des Championnats du monde en salle de Sopot où il décroche l'argent avec un bond à 8,23 m (record personnel), battu par le tenant du titre Brésilien Mauro Vinícius da Silva (8,28 m). 
Le 28 juin, il bat le record de Chine à Bad Langensalza (Allemagne) avec un bond à 8,47 m, qui lui permet d'établir un nouveau record personnel. Un peu plus de deux semaines plus tard, le 18 juillet, il remporte le meeting Herculis de Monaco avec 8,09 m.
En juin 2015, il remporte les Championnats nationaux avec 8,11 m.

## Palmarès
| Date | Compétition                    | Lieu             | Résultat | Marque  |
| ---- | ------------------------------ | ---------------- | -------- | ------- |
| 2008 | Championnats d'Asie juniors    | Jakarta          | 3e       | 7,47 m  |
| 2009 | Championnats d'Asie            | Canton           | 1er      | 8,16 m  |
| 2009 | Jeux d'Asie de l'Est           | Hong Kong        | 1er      | 7,85 m  |
| 2010 | Coupe continentale             | Split            | 4e       | 7,93 m  |
| 2011 | Championnats d'Asie            | Kōbe             | 5e       | 7,79 m  |
| 2012 | Championnats d'Asie en salle   | Hangzhou         | 1er      | 7,98 m  |
| 2013 | Championnats du monde          | Moscou           | 12e      | 7,86 m  |
| 2014 | Championnats du monde en salle | Sopot            | 2e       | 8,23 m  |
| 2014 | Jeux asiatiques                | Incheon          | 1re      | 8,01 m  |
| 2014 | Coupe continentale             | Marrakech        | 5e       | 7,82 m  |
| 2014 | Ligue de diamant               | Ligue de diamant | 4e       | détails |
| 2015 | Championnats du monde          | Pékin            | 5e       | 8,10 m  |

## Records
| Épreuve          | Épreuve      | Performance | Lieu            | Date         |
| ---------------- | ------------ | ----------- | --------------- | ------------ |
| Saut en longueur | En plein air | 8,47 m (NR) | Bad Langensalza | 28 juin 2014 |
| Saut en longueur | En salle     | 8,23 m      | Sopot           | 8 mars 2014  |